# Charlotte Bühler
Charlotte Bühler (Berlino, 20 dicembre 1893 – Stoccarda, 3 febbraio 1974) è stata una psicologa tedesca naturalizzata statunitense.

## Biografia
Charlotte Bühler era la maggiore di due figli dell'architetto ebreo Hermann Malachowski e di sua moglie Rose.
Dopo essersi diplomata al liceo nel 1913, studiò scienze naturali e umanistiche all'Università di Friburgo e all'Università di Berlino. Nel 1918 conseguì il dottorato all'Università di Monaco con una tesi sull'origine del pensiero. Nello stesso anno si recò a Dresda per lavorare con Karl Bühler, dove proseguì la sua ricerca nel campo della psicologia infantile e giovanile. Nel 1920 ottenne l'abilitazione presso l'Università tecnica di Dresda, nonché quella all'insegnamento in Sassonia.
Sposò Karl Bühler il 4 aprile 1916. La loro figlia Ingeborg nacque nel 1917 e il loro figlio Rolf nel 1919.
Si ammalò nel 1970 e tornò nel 1971 a vivere con i suoi figli a Stoccarda, dove morì all'età di 80 anni nel 1974.

## Incarichi accademici
Nel 1923 Charlotte Bühler andò a insegnare all'Università di Vienna, dove nel 1929 divenne professoressa associata. Entrambi i Bühler lavorarono a stretto contatto presso questa nuova istituzione, che fornì loro un laboratorio.
Negli anni successivi a Vienna si guadagnò il prestigio internazionale attraverso le sue ricerche e pubblicazioni che hanno portato allo sviluppo della "Scuola viennese di psicologia infantile", il cui spirito è mantenuto ancora oggi nel Charlotte Bühler Institute.
Nel marzo 1938, durante un soggiorno a Londra, apprese dell'occupazione dell'Austria da parte della Germania nazista. Karl Bühler fu preso in "custodia protettiva" il 23 marzo 1938 a causa delle sue posizioni antinaziste. Tramite collegamenti in Norvegia, Charlotte Bühler organizzò il rilascio del marito dopo sei settimane e mezzo e nell'ottobre 1938 la famiglia si riunì a Oslo. Poiché Charlotte Bühler era di origine ebraica, emigrarono negli Stati Uniti.
Ai Bühler furono offerte cattedre nel 1938 dalla Fordham University di New York che tuttavia non vennero accettate. Karl Bühler quindi accettò una cattedra a Saint Paul, in Minnesota. Charlotte Bühler rimase in Norvegia perché aveva già accettato una cattedra all'Università di Oslo e un incarico presso l'Accademia degli insegnanti di Trondheim. Solo su pressante richiesta del marito emigrò nel 1940 a Saint Paul, dove arrivò poco prima dell'invasione della Norvegia.
Nel 1942 accettò un posto come psicologa senior presso il Minneapolis General Hospital. Nel 1945 divenne una cittadina statunitense e si trasferì a Los Angeles, in California, dove lavorò come capo psicologo presso il Los Angeles County Hospital fino al suo pensionamento nel 1958. Nello stesso periodo fu anche professoressa di psichiatria presso la University of Southern California. Dopo il suo pensionamento lavorò in uno studio privato a Beverly Hills.

## Contributi scientifici
- Nel 1922 pubblicò a Dresda Das Seelenleben des Jugendlichen ("La vita mentale dei giovani"), in cui, per la prima volta, veniva utilizzata una prospettiva evolutiva nella psicologia dell'adolescenza. Sviluppò un metodo di test proiettivo sviluppato.
- A Vienna, specializzandosi in psicologia dell'infanzia e dell'adolescenza, stabilì un focus sulla ricerca sperimentale basata su diari e osservazioni comportamentali (la "Scuola di Vienna"). Con la sua assistente Hildegard Hetzer, a cui successe nel 1927 Lotte Schenk-Danzinger, sviluppò dei test di valutazione dell'intelligenza per bambini che sono utilizzati ancora oggi.[1]
- Nel 1933 il suo lavoro su Der menschliche Lebenslauf als psychologisches Problem ("Il corso della vita umana come problema psicologico") fu il primo studio in lingua tedesca a includere la vecchiaia tra le fasce di età psicologica e a considerare la gerontopsicologia una parte della psicologia. Bülher è quindi considerata una pioniera nel campo della gerontopsicologia.[2]
- Negli Stati Uniti definì quattro "tendenze fondamentali" degli esseri umani: gratificazione, accomodamento autolimitante, espansione creativa e mantenimento dell'ordine interno. Altri modi di esprimere queste tendenze sono la spinta alla soddisfazione personale, l'adattamento allo scopo di ottenere sicurezza, creatività o espressione di sé e il bisogno di ordine. Gettò le basi della psicologia umanistica insieme a Carl Rogers e Abraham Maslow.

## Retaggio culturale
L'Istituto Charlotte Bühler per la ricerca pratica sui bambini fondato nel 1992 a Vienna prende il nome da lei.

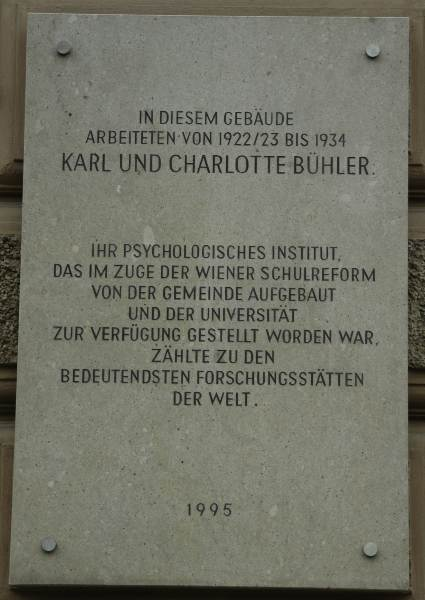
Targa dedicata a Karl e Charlotte Bühler al Palazzo Epstein di Vienna

Una targa in onore dei coniugi Bühler è stata affissa nel 1995 al Palazzo Epstein di Vienna.

## Opere
L'elenco di pubblicazioni comprende 168 opere, molte delle quali sono state tradotte in 21 lingue.
- Das Märchen und die Phantasie des Kindes ("La fiaba e l'immaginazione del bambino"). Barth, Lipsia 1918.
- Das Seelenleben des Jugendlichen : Versuch einer Analyze und Theorie der psychischen Pubertät (La vita interiore dell'adolescente: un tentativo di analisi e teoria della pubertà mentale"). G. Fischer, Jena 1922.
- Kindheit und Jugend : Genese des Bewußtseins ("Infanzia e adolescenza: origini della coscienza"). Hirzel, Lipsia 1928.
- Der menschliche Lebenslauf als psychologisches Problem ("Il corso della vita umana come problema psicologico"). Hirzel, Lipsia 1933.
- Praktische Kinderpsychologie ("Psicologia infantile pratica"). Lorenz, Vienna, Lipsia [1938].
- Gentile e familiare : Untersuchungen der Wechselbeziehungen des Kindes mit seiner Familie ("Bambino e famiglia: studi sulle interazioni del bambino con la sua famiglia"). Fisher, Jena 1937.
- Kleinkindertest : Entwicklungstests vom 1. bis 6. Lebensjahr ("Test infantili: test di sviluppo da 1 a 6 anni di età"). Barth, Monaco 1952.
- Psychologie im Leben unserer Zeit ("Psicologia nella vita dei nostri tempi") Droemer/Knaur, Monaco di Baviera, Zurigo 1962.